# Eupithecia keredjana
Eupithecia keredjana là một loài bướm đêm trong họ Geometridae.